# Legado de juglares
Legado de Juglares es un disco del grupo español de folk/power metal, Saurom, (en ese entonces llamado Saurom Lamderth) lanzado el 7 de octubre de 2004. Fue relanzado en 2006 en una edición de doble CD con un disco de rarezas del grupo titulado Sinfonías de los bosques.

## Formación
- Miguel A. Franco Migue: Voz solista y voces de los troles en el estribillo de Carnero Asado.
- Raúl Rueda Raulito: Guitarra solista, española y acústica
- José A. Gallardo Lord Oscuro Zzräipy: Bajo
- Narci Lara El Juglar: Guitarra rítmica, española, acústica, gaita, flauta traversera y de pico, laúd, percusiones y coros. Voz principal en El Joven Poeta.
- Antonio Ruiz Michael Donovan: Batería
- Manu Fernández Cruz: Malabarismos, contorsionismos y fogonero
- Albertito Viedma: Malabarismos, pesticidas y trollismos

## Colaboraciones

### Las Ninfas de los Bosques
- Coral Rivas Lobo: Coros y voz en Tertulia En El Bosque. Gemidos en La Casa De Los Espejos.
- Beatriz Albert (Ebony Ark): Coros y voz en Picasso de Ciudad-versión single, Himno Pirata (Sirena), La Casa De Los Espejos (niña) e Historias Del Juglar.
- María del Carmen Castaño Mamen Castaño (Arwen): Voz en Historias Del Juglar
- Laura Hernández Laurita: Voces y gemidos en La Casa De Los Espejos.

### El Batallón Pirata de Mordor
- Paco Butrón Rey Hobbutron: Coros, voces, teclados, sintetizadores y efectos.
- Germán Aragón Salas: Voz en Lacrimosa y Tertulia En El Bosque. Coros.
- Enrique Inercia RoRRo-StAr: Coros

### Los Poetas y Ministriles de las viejas escrituras
- Pedro Gómez Peri: Voz de Bilbo Bolsón en Carnero Asado
- Beltrán El Juglar Oscuro de Anvil of Doom: Voces oscuras en Nostradamus y en La Casa De Los Espejos. Voz de Sandra en Sandra.
- Manuel Rodríguez (Sphinx): Voces y coros en El Joven Poeta.
- José A. Gil Josesaurom, El Negro: Coros en Mendigo y voces de los troles en Carnero Asado
- Javi Sánchez: Mandolina en Historias Del Juglar y Lacrimosa.
- Alberto Lara Tito: Guitarra española en Lacrimosa.
- Josema Dalton: Rascador en Carnero Asado

## Lista de canciones
| CD 1 - Legado de Juglares |                          |          |  |
| N.º                       | Título                   | Duración |  |
| 1.                        | «Tertulia en el bosque»  | 3:27     |  |
| 2.                        | «Nostradamus»            | 6:10     |  |
| 3.                        | «Sandra»                 | 5:38     |  |
| 4.                        | «Mendigo»                | 4:48     |  |
| 5.                        | «Himno pirata»           | 4:29     |  |
| 6.                        | «La Casa de los espejos» | 5:27     |  |
| 7.                        | «Lacrimosa»              | 2:00     |  |
| 8.                        | «El luthier»             | 3:28     |  |
| 9.                        | «El joven poeta»         | 5:30     |  |
| 10.                       | «Picasso de ciudad»      | 4:42     |  |
| 11.                       | «Carnero asado»          | 3:22     |  |
| 12.                       | «El llanto de Loumiere»  | 7:27     |  |
| 13.                       | «Historias del juglar I» | 2:38     |  |

| CD 2 - Sínfonia de los Bosques |                                                 |          |  |
| N.º                            | Título                                          | Duración |  |
| 1.                             | «Cantos das sireas» (Versión del 2005)          | 4:39     |  |
| 2.                             | «El arquero del Rey» (Versión del 2005)         | 4:02     |  |
| 3.                             | «La taberna» (Versión Acústica)                 | 4:04     |  |
| 4.                             | «Las Minas de Moria» (Cyborgdrive 2005)         | 6:03     |  |
| 5.                             | «Himno pirata» (Instrumental)                   | 3:42     |  |
| 6.                             | «Picasso de ciudad» (Versión de Beatriz Albert) | 4:02     |  |
| 7.                             | «Mendigo» (Single)                              | 3:19     |  |
| 8.                             | «Cantos das sireas» (Instrumental)              | 4:33     |  |
| 9.                             | «Himno pirata» (Cyborgdrive)                    | 6:59     |  |
| 10.                            | «Nostradamus» (Videoclip, Sevilla 2005)         | 21:36    |  |

- Datos: Q5554165